# Ned Hollister
Ned Hollister (26 de novembre del 1876 – 3 de novembre del 1924) fou un biòleg estatunidenc conegut principalment per la seva recerca sobre els mamífers.
Nascut a Delavan (Wisconsin), era fill de Kinner Newcomb Hollister (1841–1911) i Frances Margaret (Tilden) Hollister (1845–1927). Estudià a la Delavan High School.
Fou superintendent del Parc Zoològic Nacional des del 1916 fins a la seva mort. El 1921 fou president de la Societat Biològica de Washington. Quan tenia 12 anys i estudiava amb Ludwig Kumlien, professor al Milton College, s'interessà pels ocells Escrigué els seus primers articles d'ornitologia als 16 anys. Fou elegit membre de la Unió d'Ornitòlegs Americans als 18 anys. El 1910 fou nomenat conservador adjunt de mamífers del Museu Nacional dels Estats Units. El 1912 treballà per la Smithsonian Institution. El 196 fou nomenat superintendent del Parc Zoològic Nacional, càrrec que mantingué fins a la seva mort. Consta que era un home tranquil i perspicaç que treballava de manera molt sistemàtica.
Morí a Washington DC el 3 de novembre del 1924, quan tenia 47 anys.

## Obres
- The Birds of Wisconsin (1903)
- A Systematic Synopsis of Muskrats (1911)
- Mammals of the Philippine Islands (1912)
- Mammals of Alpine Club Expedition to Mount Robson (1913)
- Philippine Land Mammals in the U.S. National Museum (1913)
- A Systematic Account of the Grasshopper Mice (1914)
- A Systematic Account of the Prairie-dogs (1916)